# Bolettes brudefærd
Bolettes brudefærd er en dansk film fra 1938. Filmen er en folkekomedie om Bolette, der bor alene i en landsby og er uvenner med sognets spidser, der så forsøger at slippe af med hende ved at bestikke en mand i nabosognet til at fri til hende.

## Medvirkende
Blandt de medvirkende kan nævnes:
- Bodil Ipsen
- Peter Malberg
- Peter Nielsen
- Pouel Kern
- Sigurd Langberg
- Asta Hansen
- Henrik Malberg
- Charles Wilken
- Schiøler Linck
- Petrine Sonne
- Sigrid Horne-Rasmussen